# Тарковский, Андрей Арсеньевич

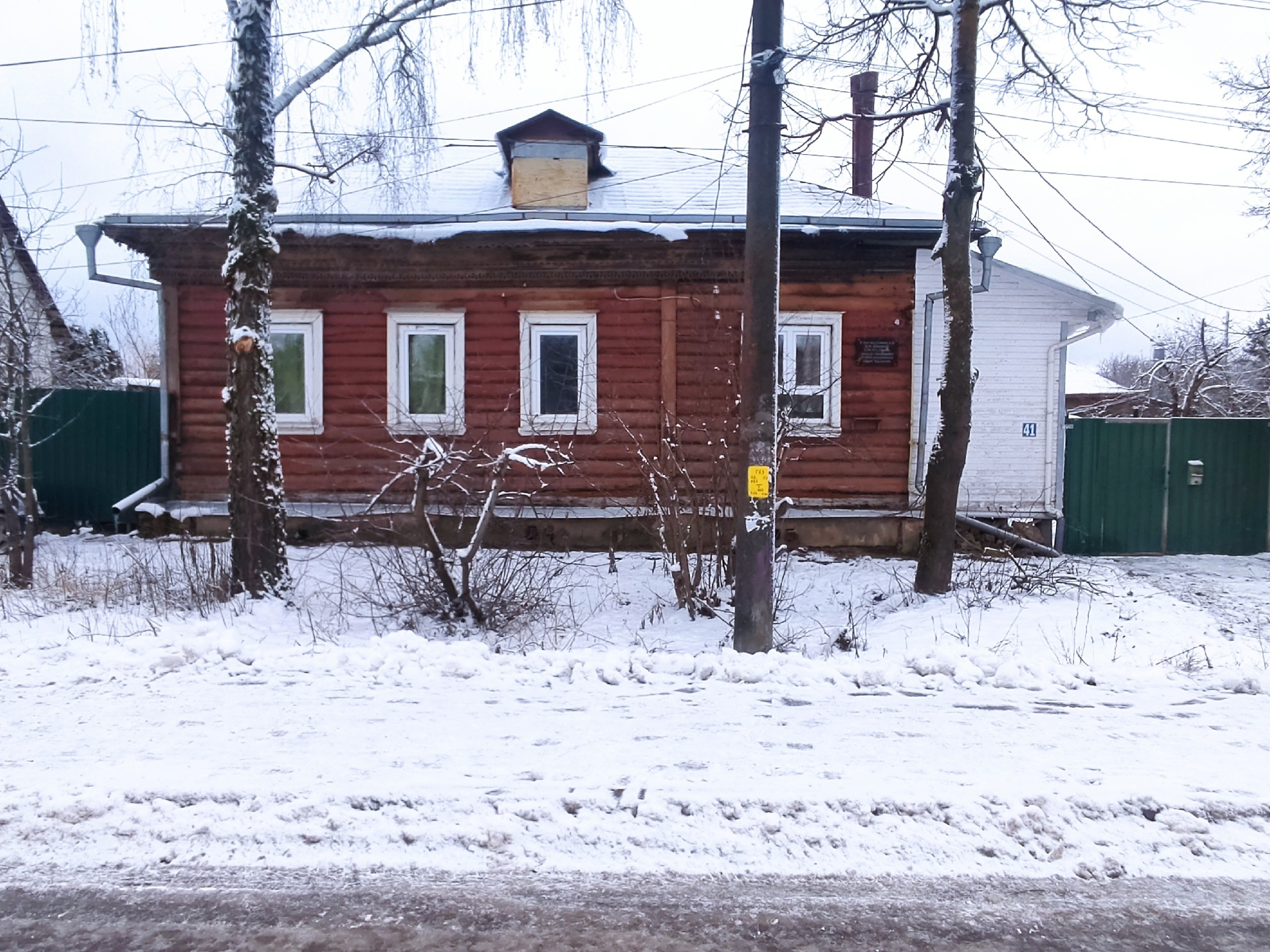
В 1930—1940 годах Андрей Тарковский приезжал в этот дом к своему деду И. И. Вишнякову (Малоярославец, Ивановская, 41)

Андре́й Арсе́ньевич Тарко́вский (4 апреля 1932, Завражье, Ивановская Промышленная область, СССР — 29 декабря 1986, Париж, Франция) — советский режиссёр, сценарист; народный артист РСФСР (1980), лауреат Ленинской премии (1990 — посмертно).
Тарковский оказал значительное влияние на мировой кинематограф. Его фильмы «Андрей Рублёв» (1966), «Солярис» (1972), «Зеркало» (1974) и «Сталкер» (1979) периодически включаются в списки лучших кинопроизведений всех времён. Творчество Тарковского представляет собой значительное и необычное явление мировой культуры. Его фильмы образуют цикл о страданиях и надеждах человека, взявшего на себя бремя нравственной ответственности за весь мир. Концептуальные и художественные решения Тарковского отличаются оригинальностью и глубиной.

## Биография

### Детство и юность
Андрей Тарковский родился 4 апреля 1932 года в селе Завражье Юрьевецкого района Ивановской Промышленной области. Отец — поэт Арсений Тарковский, уроженец Елисаветграда. Мать — Мария Ивановна Вишнякова, происходившая из старинного дворянского рода Дубасовых и окончившая, как и её муж, московский Литературный институт. В конце марта 1932 года она отправилась из Москвы в Завражье к родственникам — Вере Николаевне и Николаю Матвеевичу Петровым. Николай Матвеевич работал врачом в местной больнице. Роды были трудными и проходили дома, на обеденном столе, так как Марию Ивановну не успели доставить в больницу. Крестили мальчика в завражском храме Рождества Пресвятой Богородицы.
В сентябре 1932 года мать с маленьким Андреем возвратилась в Москву, где семья жила в комнате коммунальной квартиры в Гороховском переулке. 3 октября 1934 году родилась дочь Марина. В конце декабря 1934 года Тарковские переехали в квартиру № 2 в двухэтажном доме (каменный низ, деревянный верх) в 1-м Щипковском переулке в Замоскворечье. В 1937 году Арсений Тарковский оставил семью, а в конце 1941 года ушёл добровольцем на фронт, где в результате ранения потерял ногу. Мария Ивановна устроилась корректором в Первую образцовую типографию в Москве и проработала там до пенсии.
С 1939 года Андрей Тарковский учился в московской школе № 554 (ныне — школа № 627). В начале войны мать увезла его с сестрой в эвакуацию к родственникам в Юрьевец. И хотя свою жизнь Тарковский прожил в основном в Москве, именно дом детства в Юрьевце, где сейчас находится Музейный центр Тарковского, остался для него образом отчего дома. Впечатления детства — уход отца, мать с двумя детьми на руках, эвакуация, сельская школа, трудности военного быта — впоследствии нашли отражение в его автобиографическом фильме «Зеркало».

Это было тяжёлое время. Мне всегда не хватало отца. Когда отец ушёл из нашей семьи, мне было три года. Жизнь была необычно трудной во всех смыслах. И всё-таки я много получил в жизни. Всем лучшим, что я имею в жизни, тем, что я стал режиссёром, — всем этим я обязан матери.
В 1943 году Тарковские вернулись в Москву. Андрей продолжил учёбу в своей старой школе, где его одноклассником был Андрей Вознесенский. В 1948 году он перенёс туберкулёз и на год отстал от сверстников. Судя по аттестату зрелости, который хранится в архиве ВГИКа, в школе Андрей не отличался прилежанием и не проявлял интереса ни к точным, ни к гуманитарным дисциплинам. Его воспитание было традиционно художественным. С семи лет он посещал районную музыкальную школу по классу фортепиано, а с седьмого класса занимался рисованием в Московском художественном училище памяти 1905 года.
В 1951—1952 годах Тарковский учился на арабском отделении Московского института востоковедения, однако оставил учёбу, получив сотрясение мозга на занятиях по физкультуре. По воспоминаниям Натальи Баранской, уход из института вызвал отчаяние у матери, которая очень хотела, чтобы сын получил стабильную профессию. В автобиографии для поступления во ВГИК Тарковский писал:

Во время обучения я часто думал о том, что несколько поспешно сделал выбор профессии. Я недостаточно знал ещё жизнь.
В мае 1953 года Тарковский устроился коллектором в научно-исследовательскую экспедицию института Нигризолото в Туруханский район Красноярского края, где проработал почти год на реке Курейке, пройдя пешком по тайге сотни километров. Свой альбом зарисовок он сдал потом в архив Нигризолота.

В своё время я пережил очень трудный момент. В общем, я попал в дурную компанию, будучи молодым. Мать меня спасла очень странным образом — она устроила меня в геологическую партию. Я работал там коллектором, почти рабочим, в тайге, в Сибири. И это осталось самым лучшим воспоминанием в моей жизни. Мне было тогда 20 лет… Всё это укрепило меня в решении стать кинорежиссёром.

### ВГИК
По возвращении из экспедиции в 1954 году Тарковский подал документы во ВГИК и был принят на режиссёрское отделение в мастерскую Михаила Ромма. «Выбор этот был скорее случайным, чем осознанным», — признался он позднее.
Годы учёбы и раннего творчества Тарковского совпали с периодом обновления в искусстве. В 1953 году было принято решение о росте кинопроизводства. В 1954 году, когда Тарковский поступил во ВГИК, было снято 45 фильмов, а через год — уже 66. Важную роль в становлении Тарковского сыграло и то обстоятельство, что незадолго до него в институт пришло военное поколение, которому предстояло обновить в кино как темы, так и образные средства выразительности. В 1955—1956 годах молодые режиссёры сняли около 50 фильмов. В этот период также дебютировали многие молодые сценаристы, операторы, актёры.
- «Женщина в песках»

Это было время «хрущёвской оттепели», начало которой положило разоблачение культа личности Сталина на XX съезде КПСС в 1956 году. Веяние «оттепели» принесло в среду молодёжи западную литературу и музыку, зарубежный авторский кинематограф, итальянский неореализм и французскую «новую волну». В западной кинокритике появился термин «отёр» (от французского auteur), обозначавший единого автора фильма, под контролем которого находились все стадии кинопроизводства, от сценария до монтажа. Всё это подтолкнуло Тарковского к идее авторского кино. В эти годы большое влияние на него оказали Бунюэль и Бергман, а позже к ним прибавились Куросава и Феллини.
Главным педагогом и наставником Тарковского в годы учёбы был Михаил Ромм, воспитавший целую плеяду талантливых кинорежиссёров. Представитель повествовательного и жанрового кино 1930-х годов, которое многие его ученики отрицали и критически переосмыслили, Ромм тем не менее развивал в них творческую индивидуальность и верность своей правде. Он также выручал их в случае неприятностей, давал им взаймы деньги, покровительствовал им на киностудиях, защищал их работы, порой опровергавшие его собственные.
Первой курсовой работой Тарковского стал короткометражный фильм «Убийцы», поставленный осенью 1956 года совместно с Александром Гордоном и Марикой Бейку по рассказу Хемингуэя. Эта работа получила высокую оценку Ромма. За ней последовал короткометражный фильм «Сегодня увольнения не будет…» (1957). На третьем курсе Тарковский познакомился с Андроном Кончаловским, в то время первокурсником режиссёрского отделения. С этого момента началась их творческая дружба. А. Кончаловский вспоминал:

Мы с Тарковским росли под знаком отрицания многого из того, что было в кинематографе. Нам казалось, что мы знаем, как делать настоящее кино. Главная правда — в фактуре, чтобы было видно, что все подлинное — камень, песок, пот, трещины в стене. Не должно быть грима, штукатурки, скрывающей живую фактуру кожи. Костюмы должны быть неглаженые, нестираные. Мы не признавали голливудскую или, что было для нас то же, сталинскую эстетику. Ощущение было, что мир лежит у наших ног, нет преград, которые нам не под силу одолеть.
В соавторстве друзья написали сценарий «Антарктида, далёкая страна» (1959), отрывки из которого были опубликованы в газете «Московский комсомолец». Тарковский предложил сценарий киностудии «Ленфильм», но получил отказ. Свой следующий совместный сценарий «Каток и скрипка» (1960) они успешно продали только что созданному на «Мосфильме» объединению «Юность». Это был сентиментальный сюжет о короткой дружбе мальчика-скрипача и водителя катка.
Получив разрешение поставить «Каток и скрипку» в качестве дипломной работы, Тарковский привлёк к съёмкам молодого оператора Вадима Юсова. Концепция сложилась под влиянием короткометражного фильма французского режиссёра Альбера Ламориса «Красный шар», удостоенного в 1956 году Гран-при Каннского кинофестиваля и Оскара. Эта первая совместная работа Тарковского и Юсова, отмеченная раскрепощённостью камеры и цветовой выразительностью, получила первый приз на фестивале студенческих фильмов в Нью-Йорке в 1961 году. В связи с «Катком и скрипкой» Майя Туровская писала:

Никогда Андрей Тарковский не будет относиться к искусству как к ремеслу, развлечению или источнику дохода. Всегда оно будет для него не только делом собственной жизни, но и вообще делом для всей жизни, деянием. Это высокое уважение к искусству впервые он выразил в короткометражном детском сюжете.
В 1960 году Тарковский с отличием окончил ВГИК, получив диплом № 756038.

### Карьера в Советском Союзе
Тарковский — величайший мастер кино, создатель нового органичного киноязыка, в котором жизнь предстаёт как зеркало, как сон.
В 1961 году Тарковский подал заявку на фильм «Страсти по Андрею» (первоначальное название «Андрея Рублёва»), который требовал большой подготовительной работы. Поэтому его первой полнометражной постановкой стал фильм «Иваново детство» по мотивам военного рассказа Владимира Богомолова «Иван». Пронзительно-трагическая история подростка (Николай Бурляев), в которой светлый мир детства противопоставлялся мрачным реалиям войны, произвела настоящую сенсацию в мировом кино. Фильм был удостоен «Золотого льва святого Марка» Международного кинофестиваля в Венеции (1962) и многих других кинопремий. При очевидном тяготении к стилистике Брессона и Куросавы молодой советский режиссёр показал, что он обладает самостоятельным талантом и оригинальностью мышления.
Тем временем Тарковский приступил к работе над фильмом об Андрее Рублёве, в котором заглавный герой находился в мучительном поиске себя в отношениях с миром, с людьми. В сценарии, написанном совместно с А. Михалковым-Кончаловским, проглядывал как костюмно-исторический эпос, так и авторский фильм-проповедь. В сентябре 1964 года начался подготовительный период. Съёмки продолжались больше года. В это время в стране наметился переход от оттепели к застою. Работа над фильмом продвигалась медленно и сложно. Советские чиновники от искусства усмотрели в нём невыгодные параллели с современной действительностью, многих из них раздражала и его непривычная форма. «Андрей Рублёв» подвергся проработкам и цензурным поправкам.
В 1969 году французская фирма, получившая права на зарубежный прокат «Андрея Рублёва», показала его вне конкурса на Каннском кинофестивале, где он был удостоен приза ФИПРЕССИ. 19 октября 1971 года фильм был наконец выпущен в отечественный прокат ограниченным числом кинокопий и с тех пор практически не сходил с экрана. Майя Туровская писала:

Фильмы Тарковского всегда ошеломляли трудной для среднестатистического восприятия новизной. Их не понимали чиновники, казалось, что их не поймут и зрители. На самом деле у Тарковского был всегда «свой», верный ему и преданный зритель, как бывает «свой» читатель у поэзии.
В 1970 году после почти пятилетнего перерыва Тарковский приступил к съёмкам фильма «Солярис». Герои этой философско-фантастической драмы по одноимённому роману Станислава Лема — представители технократической цивилизации будущего, обитающие в искусственном мире космической станции, исследующие планету Солярис. Однако Тарковский и здесь раскрыл свою идею изначальной «божественной» духовности человека, выведя её за пределы национальных и культурных границ: рублёвская «Троица» равноправно уживалась с музыкой Баха и картинами П. Брейгеля, а композиция финального кадра была буквальной цитатой «Возвращения блудного сына» Рембрандта. 20 марта 1972 года «Солярис» был выпущен на экран и вскоре показан на Каннском кинофестивале, где, кроме Специального приза жюри, получил также Приз экуменического жюри.
В православном смысле Тарковский не был верующим человеком, у меня нет в этом сомнений. Он был свободным философом. Философом не в том смысле, что знал философию или у него было особое образование, нет. Я думаю, он был философом по своей природе, а не по образованию или склонности ума.
В 1974 году режиссёр снял свой самый исповедальный фильм «Зеркало». В нём он не стал сковывать себя рамками традиционного сюжета и предложил богатый набор визуальных ассоциаций и воспоминаний художника — автора и героя. Смысловая структура фильма оказалась удивительно многомерной — наряду с философско-поэтическими «кодами» в некоторых эпизодах читался антитоталитарный подтекст (эпизод в типографии и др.). На совместном заседании коллегии Госкино и секретариата правления Союза кинематографистов «Зеркало» признали непонятным, немассовым и в общем неудачным фильмом. Тарковский высказал на этот счёт своё мнение:

Поскольку кино всё-таки искусство, то оно не может быть понятно больше, чем все другие виды искусства… Я не вижу в массовости никакого смысла… Родился какой-то миф о моей недоступности и непонятности. Утвердить себя личностью своеобразной невозможно без дифференциации зрителя.
Фильм «Зеркало» вышел в ограниченный прокат и обострил скрытое противостояние режиссёра и власти. Готовясь к новому проекту, Тарковский писал сценарии, читал на Высших курсах сценаристов и режиссёров лекции по режиссуре (1977—1978), поставил в Театре Ленинского комсомола спектакль «Гамлет» (1977). Об этой работе режиссёр так рассказывал на встрече с казанскими кинолюбителями:

Ставил я «Гамлета» не из-за того, чтобы освоить профессию театрального режиссёра, а из-за самой пьесы, так как очень её люблю. И ещё хотел увидеть в роли Гамлета своего любимого актёра А. Солоницына. Мечтаю поставить «Гамлета» в кино, но пока этому не время, так как из памяти не изгладилась постановка Г. Козинцева, режиссёра, которого я уважаю. Но когда-нибудь я надеюсь поставить «Гамлета» в кино. Работа в театре была для меня полезной, так как дала мне понять специфику работы театрального режиссёра, которая отличается от специфики работы в кино.
Снятый в 1979 году по мотивам повести братьев Стругацких «Пикник на обочине» фильм «Сталкер» выглядел своего рода компромиссом: угрожающе-таинственная и одновременно сулящая исполнение любых желаний Зона воспринималась и как намёк на кризис технократической (то есть «капиталистической») цивилизации, в том же ключе можно было истолковать и смысл диалогов писателя (Анатолий Солоницын) и профессора (Николай Гринько). 7 июня 1979 года «Сталкер» был принят Госкино, а 15 июня состоялась его премьера в Доме кино.
25 января 1980 года Тарковскому было присвоено звание Народного артиста РСФСР. В мае 1980 года «Сталкер» был показан на Каннском кинофестивале и получил Приз экуменического жюри. В советский прокат фильм вышел 19 мая в количестве 192 копий.
С 1964 года, с самого первого набора режиссёрского отделения Высших курсов сценаристов и режиссёров, Тарковский читал слушателям циклы лекций «Основы кинорежиссуры», «Литературный и экранный образ». А в 1982 году открылась его режиссёрская мастерская, в которой он не успел начать обучение из-за отъезда в Италию.

### В Западной Европе
Меня поражает логика, согласно которой Андрей, этот самый русский из всех русских кинематографистов, оказался перед лицом Запада, принеся ему в своём искусстве то, чего тому более всего не хватало, — духовное измерение мира, трансцендентность, ощущение бесконечности.
В 1980 году Тарковский отправился в Италию для работы над сценарием фильма «Ностальгия»; контракт с итальянцами на съёмки был подписан в марте 1982 года. Сразу после этого режиссёр снова уехал в Италию.
4 апреля 1982 года Тарковскому исполнилось 50 лет. Однако никаких формальных торжеств по этому поводу в Доме кино не проводилось. В журнале «Советский экран» появился юбилейный портрет режиссёра «Притяжение земли», написанный Андреем Зорким. Журнал «Искусство кино» юбиляра не поздравил, но в сентябрьском номере посвятил ему большую статью Марка Зака «Режиссура как искусство».
В Италии в ходе поиска натуры Тарковский снял документальный фильм «Время путешествия» (1982). В 1983 году фильм «Ностальгия» был показан в конкурсе Каннского кинофестиваля и получил Приз за режиссуру, Приз ФИПРЕССИ и Приз экуменического жюри.
После окончания срока командировки Тарковский с женой Ларисой остался в Италии и отправил из Рима письмо на имя председателя Госкино СССР Филиппа Ермаша с просьбой предоставить ему, его жене, тёще и 12-летнему сыну Андрею возможность в течение трёх лет жить в Италии, после чего он обязывался вернуться в СССР. 29 июня 1983 года Ермаш направил в ЦК КПСС секретную докладную записку:

Рассмотрев обращение Тарковского А. А., Госкино СССР считает, что его решение остаться за рубежом едва ли является только следствием эмоциональной неуравновешенности и определённой неудачи на Каннском фестивале, откуда Тарковский А. А. рассчитывал вернуться с главным призом. Сосредоточившись на собственном эгоцентрическом понимании нравственного долга художника, Тарковский А. А., видимо, надеется, что на Западе он будет свободен от классового воздействия буржуазного общества и получит возможность творить, не считаясь с его законами. (…) В любом случае Госкино СССР не считает возможным принимать условия Тарковского А. А., имея при этом в виду, что удовлетворение его просьбы создаст нежелательный прецедент.

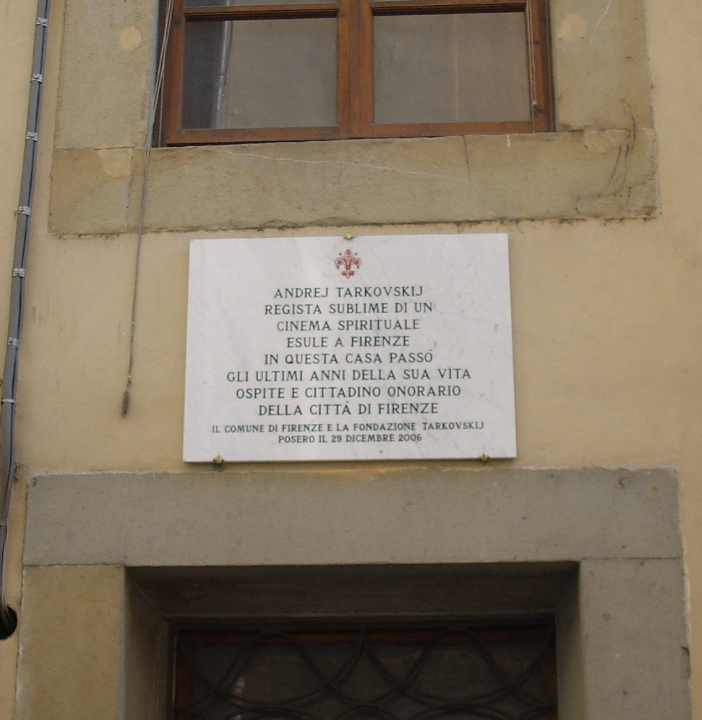
Мемориальная доска на доме на виа Сан Никколо, 91 во Флоренции, где жил А. Тарковский

16 сентября 1983 года Тарковский писал отцу:

Мне очень грустно, что у тебя возникло чувство, будто бы я избрал роль «изгнанника» и чуть ли не собираюсь бросить свою Россию… Я не знаю, кому выгодно таким образом толковать тяжёлую ситуацию, в которой я оказался «благодаря» многолетней травле начальством Госкино, и, в частности, Ермаша — его председателя. Может быть, ты не подсчитывал, но ведь я из двадцати с лишним лет работы в советском кино — около 17 был безнадёжно безработным. Госкино не хотело, чтобы я работал! Меня травили всё это время и последней каплей был скандал в Канне, где было сделано всё, чтобы я не получил премии (я получил их целых три) за фильм «Ностальгия». Этот фильм я считаю в высшей степени патриотическим, и многие из тех мыслей, которые ты с горечью кидаешь мне с упрёком, получили выражение в нём.
25 мая 1983 года директор «Мосфильма» подписал приказ об его увольнении «За неявку на работу без уважительной причины».
В ноябре 1983 года на сцене Королевского театра Ковент-Гарден в Лондоне состоялась премьера оперы Мусоргского «Борис Годунов» в постановке Тарковского.
10 июля 1984 года на специально созванной пресс-конференции в Милане режиссёр объявил о своём решении остаться на Западе, то есть стал невозвращенцем. На родине запретили показывать его фильмы в кинотеатрах, упоминать его имя в печати. Однако на радикальные меры — лишение Тарковского советского гражданства — так и не решились.
Мэрия Флоренции подарила ему квартиру и присвоила звание почётного гражданина города.
Снятый в Швеции фильм «Жертвоприношение» (1986) стал последней работой режиссёра. 13 декабря 1985 года врачи диагностировали у него рак лёгких.

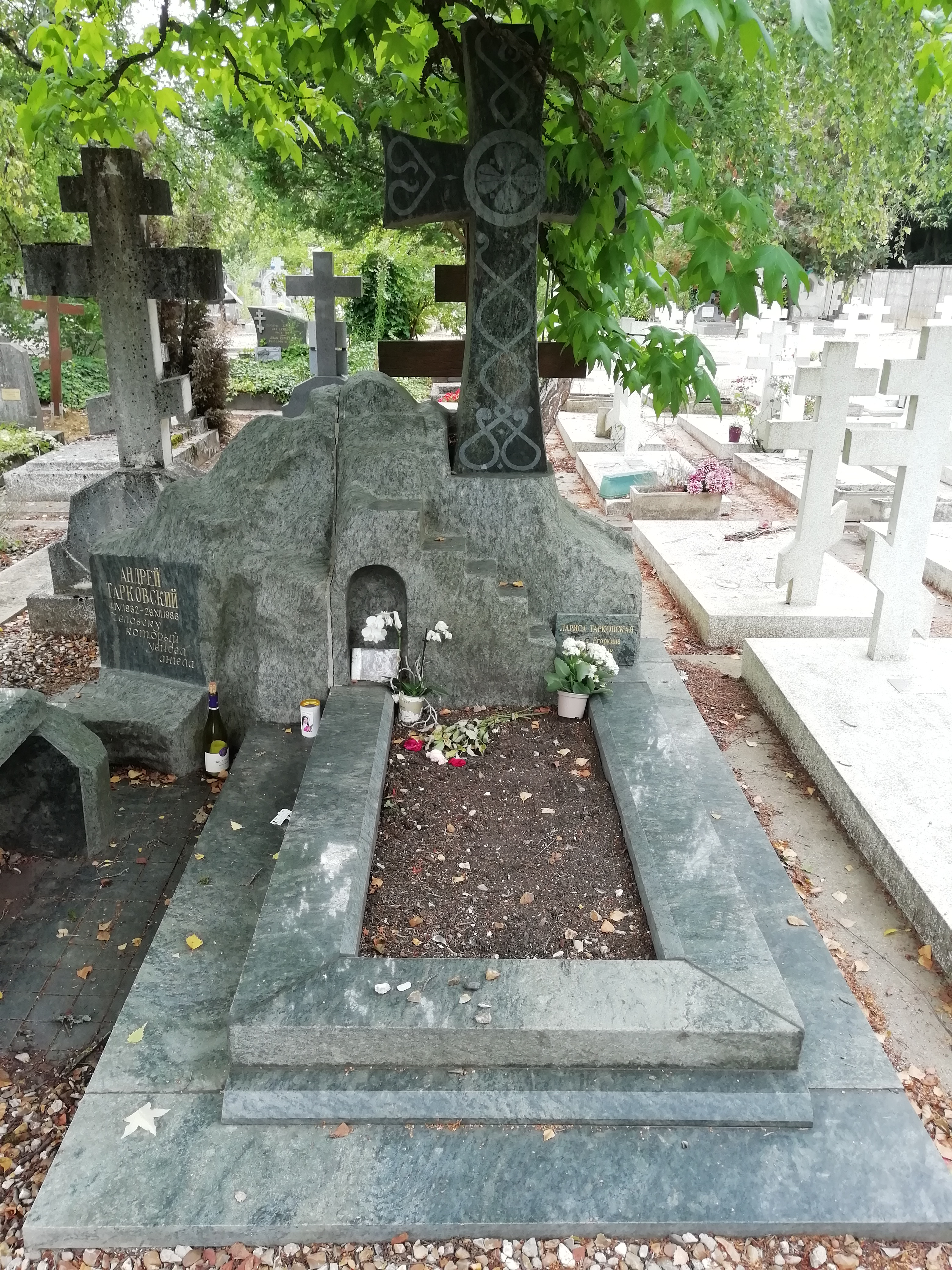
Могила А. А. Тарковского на русском кладбище Сент-Женевьев-де-Буа под Парижем

Когда известие о болезни Тарковского достигло СССР, власти наконец разрешили его сыну Андрею вылететь к отцу. В это же время был снят запрет с имени Тарковского — его фильмы снова допустили к демонстрации в кинотеатрах.
Тарковский умер в Париже 29 декабря 1986 года на 55-м году жизни.
31 декабря 1986 года радиостанция «Маяк» передала некролог, а 1 января 1987 года он был напечатан в газете «Советская культура» — официальное извещение от Союза кинематографистов СССР и Госкино СССР. В нём были такие слова:

Последние годы — трудное, кризисное для него время — А. Тарковский жил и работал за пределами Родины, о чём приходилось думать с горечью и сожалением. С этим невозможно было ни согласиться, ни примириться.
Похороны состоялись 5 января 1987 года после отпевания в храме Св. Александра Невского и гражданской панихиды на русском кладбище Сент-Женевьев-де-Буа под Парижем. Сначала Тарковского похоронили в чужую могилу — есаула Владимира Григорьева (1895—1973). Родственники были стеснены в средствах, а свободных мест по приемлемым ценам на кладбище не было. Именно поэтому тело кинематографиста поначалу было погребено в одной могиле с чужим человеком. Через год нашлись необходимые средства, и 29 декабря 1987 года прах перенесли на новое место. Лариса Тарковская заплатила за могилу на 200 лет вперёд. В 1994 году по её эскизу был выполнен надгробный памятник; на нём надпись: «Человеку, который увидел ангела», в основании креста высечены семь ступенек по числу фильмов Тарковского.
Многие проекты режиссёра остались нереализованными, в том числе «Гофманиана», «Мой Достоевский», «Гамлет» Шекспира, «Обломов» Гончарова, «Смерть Ивана Ильича» Толстого, «Идиот» и «Подросток» Достоевского, «Жизнь Клима Самгина» Горького, «Очерки бурсы» Помяловского, «Степной волк» Гессе, «Пятое Евангелие» Рудольфа Штейнера, «Волшебная гора», «Иосиф и его братья», «Доктор Фаустус» Томаса Манна.
В 1990 году Андрей Тарковский был посмертно удостоен Ленинской премии.

## Семья и личная жизнь

Памятный крест Андрею Тарковскому рядом с могилой отца на Переделкинском кладбище

Отец — Арсений Тарковский (25 июня 1907 — 27 мая 1989), поэт. Мать — Мария Ивановна Тарковская-Вишнякова (5 ноября 1907 — 5 октября 1979).
Сестра — Марина Тарковская (3 октября 1934 — 11 июня 2024).
Первый брак — с однокурсницей Ирмой Рауш — длился с 1957 по 1970 год. В этом браке в 1962 году родился сын Арсений.
Летом 1970 года Тарковский женился на Ларисе Кизиловой (1933—1998), работавшей ассистентом на фильме «Андрей Рублёв». 7 августа у них родился сын Андрей.
4 сентября 1986 года в Осло у норвежки Берит Хеммигхютт от Тарковского родился сын Александр, который носит двойную фамилию Тарковский-Хемигхютт. Внук — Вильгельм Тарковский-Хеммигютт, живёт с отцом в Дании.

## Влияние
Моё открытие первого фильма Тарковского было подобно чуду. Внезапно я обнаружил, что стою у двери комнаты, ключи от которой до сих пор мне так и не дали. Это была комната, в которую я всегда хотел попасть, и где я двигался свободно и совершенно непринуждённо. Я чувствовал себя встреченным и воодушевлённым: кто-то смог выразить то, что я всегда хотел сказать, не зная, как.
«Есть вещи, которые ты просто обязан знать — и в их числе, разумеется, Тарковский. Для западных режиссёров это Бог кинематографии», — сказал британский кинорежиссёр Дэнни Бойл.
Многие современные кинематографисты с гордостью считают себя если не учениками и последователями, то по крайней мере поклонниками Тарковского, который действительно оказал огромное влияние на мировое кино.
Самый наглядный пример последнего времени — фильм мексиканского режиссёра Алехандро Гонсалеса Иньярриту «Выживший», в котором критики и внимательные зрители нашли целый ряд цитат и заимствований из Тарковского. При этом Иньярриту никогда не скрывал любви к фильмам Тарковского, а готовясь к съёмкам «Выжившего», даже передал художнику-постановщику Джеку Фиску диск с «Андреем Рублёвым», и тот сразу понял, какой это будет фильм.
«Главным учеником» Тарковского на Западе считается датчанин Ларс фон Триер, который посвятил мэтру свой фильм «Антихрист». На прямую связь «Антихриста» с наследием Тарковского указал режиссёр Андрей Звягинцев, сославшись на запись в «Мартирологе», ставшую как бы истоком фильма фон Триера: «„Новая Жанна д’Арк“ — история о том, как один человек сжёг свою возлюбленную, привязав её к дереву и разложив костёр под её ногами. За ложь». Отсылки к Тарковскому можно найти и во многих других фильмах Триера, а одна из глав «Нимфоманки» даже названа «Зеркало».
Турецкий режиссёр Нури Бильге Джейлан, обладатель «Золотой пальмовой ветви» за «Зимнюю спячку», оценивает «Зеркало» выше всех остальных фильмов мирового кинематографа. На втором месте в списке его личных пристрастий — «Андрей Рублёв». О Тарковском Джейлан сказал:

После просмотра его фильмов вы не можете больше смотреть на мир так, как делали это раньше. У вас сразу меняется мировоззрение — столько там разных нюансов, новых деталей… Тарковский открывал новое видение на жизнь во всех аспектах — в языке, в манере повествования. Это было его собственное послание миру, которое оказалось близко очень многим.
Влияние этого послания заметно в каждом фильме Джейлана. Все они близки Тарковскому и по изобразительному решению, и по интонации, и по смыслам.
Традицию Тарковского продолжает и турецкий режиссёр Семих Капланоглу:

Тарковский — один из самых важных режиссёров для меня. В своё время его фильмы изменили мой взгляд на кинематограф, я понял, что поэзию можно творить не только на бумаге, но и на экране.
Антиутопия Капланоглу «Зерно» (2017) — вольный пересказ «Сталкера» Стругацких, своего рода посвящение фильму Тарковского.
Американский режиссёр Стивен Содерберг свою версию «Соляриса» (2002) представил не как самостоятельную экранизацию романа Станислава Лема, а как переосмысление культового фильма Тарковского, как творческий диалог через три десятилетия.
Критики отмечали также явную связь с «Солярисом» фильма «Интерстеллар» Кристофера Нолана. Это касается как общих мотивов (например, сопоставление космоса и отчего дома), так и манеры повествования.
В любви к Тарковскому объясняется и Тарсем Сингх, работающий в Америке режиссёр индийского происхождения, детство которого прошло в Иране. Рассказывая про свой фильм «Белоснежка: Месть гномов» (в оригинале — «Mirror Mirror», то есть «Зеркало Зеркало»), он признавался, что при создании заснеженного леса вдохновлялся кадрами берёзовой рощи из «Иванова детства». Но ещё до прихода в большое кино Сингх откровенно процитировал «Жертвоприношение» в поставленном им для американской рок-группы R.E.M. клипе Losing My Religion (1991).
В России «наследником Тарковского» критики с первых фильмов считают Александра Сокурова, а Андрей Звягинцев заслужил у них титул «наш Тарковский сегодня». Константин Лопушанский признавался, что опыт работы ассистентом Тарковского на «Сталкере» помог ему сформироваться как художнику.
В 2018 году производное прилагательное от фамилии режиссёра Tarkovskian было включено в Оксфордский словарь английского языка.

## Архив Тарковского
28 ноября 2012 года в Лондоне состоялись торги, организованные аукционным домом «Сотбис», на которых была выставлена на продажу коллекция материалов, связанных с жизнью и творчеством Андрея Тарковского. Её собрала и хранила близкая подруга и личный секретарь режиссёра, киновед Ольга Суркова, живущая с 1982 года в Амстердаме. За архив — лот под номером 187 — боролись 22 участника, к финишу пришли трое — датский кинорежиссёр Ларс фон Триер, неизвестный коллекционер из Латвии и представитель Ивановской области. Цена от изначально заявленной — в сто тысяч фунтов стерлингов — выросла за 18 минут в десять раз. В результате лот был куплен за 1 497 250 фунтов (около 74 млн рублей) представителем Ивановской области.
Финансовую помощь в приобретении архива оказали «Национальный фонд поддержки правообладателей», учреждённый Российским авторским обществом (РАО) и Российским союзом правообладателей (РСП). Кроме того, были получены деньги от меценатов, среди которых политики и бизнесмены, а также партнёры Международного кинофестиваля «Зеркало» имени Андрея Тарковского.
Архив представляет собой дневники, письма и полное собрание рукописей, посвящённых созданию книги «Запечатлённое время». 32 аудиокассеты, 13 мини-дисков (оцифрованные записи с кассет) с голосом Тарковского, четыре больших фотоальбома, включающих фотографии зарубежных поездок режиссёра, печатные режиссёрские версии сценариев «Белый, белый день» («Зеркало»), «Солярис», «Сталкер», отличающиеся от окончательных вариантов, а также раскадровка этих фильмов и письмо Тарковского Генеральному секретарю ЦК КПСС Л. И. Брежневу по поводу возможности показа «Андрея Рублёва» в Советском Союзе.
В феврале 2013 года материалы были переданы в Музейный центр Андрея Тарковского в Юрьевце, после чего его сестра Марина Тарковская занялась систематизацией архива. Презентация архива состоялась в июне 2013 года на VII Международном кинофестивале имени Андрея Тарковского «Зеркало» в Художественном музее в Иванове.

## Память

Памятник Андрею Тарковскому у входа во ВГИК

В 1987 году в Париже был основан Международный институт имени Тарковского. Основателями были Мстислав Ростропович, Робер Брессон, Лариса Тарковская и Максимилиан Шелл.
В 1988 году Союз кинематографистов СССР рекомендовал создать в доме 26, стр. 1 в 1-м Щипковском переулке музей Андрея Тарковского. В 2004 году в обветшавшем доме начала обваливаться крыша. По инициативе Кинофонда, входившего в СК России, дом разобрали. Затем его следы потерялись. В 2008 году в ответ на письма кинематографистов правительство Москвы приняло постановление № 586, где говорилось о решении создать Государственное учреждение культуры города Москвы Культурный центр «Дом Тарковских». В 2014 году Департамент культуры Москвы включил будущий «Дом Тарковских», строительство которого так и не началось, в сеть кинотеатров «Московское кино» в качестве филиала. Строительство дома должно было завершиться в 2017 году. Однако строительные работы так и не начались.
В 1988 году именем Андрея Тарковского была названа малая планета № 3345, открытая астрономом Крымской астрофизической обсерватории Людмилой Карачкиной.
8-10 апреля 1988 года во Львове состоялся Всесоюзный круглый стол «Взгляд» по проблемам философского кино, посвящённый творчеству Тарковского. В работе круглого стола приняли участие свыше 300 делегатов — критики, киноведы, философы, культурологи, члены его съёмочной группы, представители киноклубов. Это были первые в СССР и за рубежом чтения по творчеству Тарковского. Тогда же было учреждено научное Общество Андрея Тарковского, которое существовало до сентября 1991 года.
В 1989 году был учреждён «Фонд Андрея Тарковского», который существовал до 2002 года и проводил фестивали и выставки, посвящённые творчеству режиссёра.
В 1993 году на Московском международном кинофестивале был учреждён приз имени Андрея Тарковского «лучшему фильму конкурсной или внеконкурсной программы».
В 1996 году в городе Юрьевце Ивановской области открылся Музейный центр Андрея Тарковского.
В 2000 году в Москве на доме по адресу улица Пырьева, дом 4, корпус 2, где Андрей Тарковский прожил последние девять лет перед эмиграцией, была открыта мемориальная доска. Автор мемориальной доски — скульптор Анатолий Васильев.
В 2002 году в Москве в Большом Афанасьевском переулке был открыт бюст Андрея Тарковского. Памятник установлен перед зданием государственного музея «Дом Бурганова» в день 70-летия со дня рождения режиссёра. Бюст выполнен из бронзы и установлен на полутораметровом постаменте из чёрного камня. На нём надпись: «Андрей Тарковский». Автор памятника — скульптор Александр Бурганов.
В 2004 году в селе Завражье открылся Историко-культурный музей, посвящённый творчеству Андрея Тарковского.
В 2006 году в Париже была открыта мемориальная доска на доме, где Андрей Тарковский провёл последние месяцы своей жизни.
В 2006 году во Флоренции состоялась торжественная церемония открытия мемориальной доски на доме по виа Сан Никколо, где Тарковский жил и работал с 1983 по 1986 год. Решение об установлении памятного знака было принято городским советом по случаю 20-летия со дня смерти режиссёра.
В 2007 году в честь 75-летия со дня рождения режиссёра был учреждён Международный кинофестиваль «Зеркало» имени Андрея Тарковского, который проводится в Ивановской области.

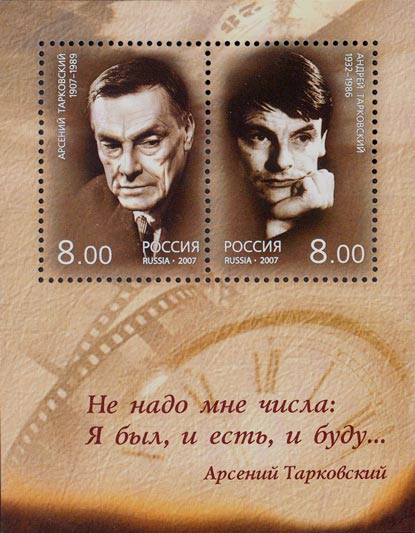
Почтовый блок России 2007 года, посвящённый Арсению Тарковскому и Андрею Тарковскому

4 апреля 2007 года был выпущен почтовый блок России, посвящённый Арсению Тарковскому и Андрею Тарковскому (ЦФА [АО «Марка»] № 1171—1172). В блоке — две марки с их портретами и годами жизни. На полях блока неточно приведена цитата из стихотворения Арсения Тарковского «И это снилось мне, и это снится мне…» (1974): «Не надо мне числа: я был, и есмь, и буду».
В 2009 году у входа во ВГИК была открыта скульптурная композиция, посвящённая трём известным выпускникам — Тарковскому, Шукшину и Шпаликову. Три бронзовые фигуры расположились на ступеньках в главный корпус института: Шукшин сидит, а Тарковский и Шпаликов стоят рядом. Автор памятника — скульптор Алексей Благовестнов.
С 2012 года в Таллине ежегодно проводятся «Встречи с Тарковским».
С 2013 года в посёлке Мясной Путятинского района Рязанской области ежегодно проводятся Тарковские чтения по теории и практике киноискусства, организованные в рамках открытого культурно-просветительского проекта «В сторону Тарковского».
В 2017 году в Суздале был открыт памятник Тарковскому, скульптор — Мария Тихонова.
В городах Юрьевец, Сергиев Посад есть улицы, а в Москве — бульвар Андрея Тарковского.
В 2020 году вышел документальный фильм «Андрей Тарковский. Кино как молитва» о жизни и творчестве режиссёра, снятый его сыном Андреем Тарковским-мл.
В 2022 году на территории Историко-культурного музея в селе Завражье Костромской области был открыт памятник Андрею Тарковскому.

### Фильмы, посвящённые Андрею Тарковскому
- «Небо над Берлином» Вима Вендерса («Посвящается всем бывшим ангелам, прежде всего Ясудзиро, Франсуа и Андрею»[86], то есть Одзу, Трюффо и Тарковскому).
- «Ашик-Кериб» Сергея Параджанова и Давида Абашидзе.
- «Кошкодав Сильвер» Юрия Елхова.
- «Московская элегия» Александра Сокурова.
- «Антихрист» Ларса фон Триера.

## Указатель творческих работ

### Фильмы
| 1956 | Убийцы (короткометражный, курсовая работа)                       | Убийцы                       | зелёная ✓ | зелёная ✓ | зелёная ✓ | второй посетитель                                |                                                            | Сорежиссёр (с А. Гордоном и М. Бейку), соавтор сценария (с А. Гордоном) |
| 1958 | Сегодня увольнения не будет… (короткометражный, курсовая работа) | Сегодня увольнения не будет… | зелёная ✓ | зелёная ✓ | зелёная ✓ | подрывник                                        |                                                            | Сорежиссёр (с А. Гордоном), соавтор сценария (с А. Гордоном и И. Маховой) |
| 1960 | Каток и скрипка (короткометражный, дипломная работа)             | Каток и скрипка              | зелёная ✓ | зелёная ✓ |           |                                                  |                                                            | Соавтор сценария (с А. Кончаловским) |
| 1962 | Иваново детство                                                  | Иваново детство              | зелёная ✓ | зелёная ✓ | зелёная ✓ | солдат в траншее                                 |                                                            | Соавтор сценария (с А. Кончаловским, в титрах не указан); полнометражный режиссёрский дебют |
| 1965 | Мне двадцать лет                                                 | Застава Ильича               |           |           | зелёная ✓ | гость на дне рождения                            |                                                            | |
| 1966 | Андрей Рублёв                                                    | Страсти по Андрею            | зелёная ✓ | зелёная ✓ |           |                                                  |                                                            | Соавтор сценария (с А. Кончаловским) |
| 1967 | Сергей Лазо                                                      | Сергей Лазо                  |           | зелёная ✓ | зелёная ✓ | Бочкарёв, офицер-белогвардеец                    | монтажёр (в титрах не указан)                              | Соавтор сценария (с Г. Маларчуком, в титрах не указан) |
| 1968 | Один шанс из тысячи                                              | Один шанс из тысячи          |           | зелёная ✓ |           |                                                  | художественный руководитель                                | Соавтор сценария (с Л. Кочаряном и А. Макаровым) |
| 1968 | Ташкент — город хлебный                                          | Ташкент — город хлебный      |           | зелёная ✓ |           |                                                  |                                                            | Соавтор сценария (с А. Кончаловским, в титрах не указан) |
| 1971 | Конец атамана                                                    | Конец атамана                |           | зелёная ✓ |           |                                                  |                                                            | Соавтор сценария (с А. Кончаловским и Э. Тропининым, в титрах не указан) |
| 1972 | Солярис                                                          | Солярис                      | зелёная ✓ | зелёная ✓ |           |                                                  |                                                            | Соавтор сценария (с Ф. Горенштейном) |
| 1973 | Терпкий виноград                                                 | Давильня                     |           |           |           |                                                  | монтажёр (в титрах не указан), художественный руководитель | |
| 1973 | Лютый                                                            | Лютый                        |           | зелёная ✓ |           |                                                  |                                                            | Соавтор сценария (с А. Кончаловским и Э. Тропининым, в титрах не указан) |
| 1974 | Зеркало                                                          | Белый, белый день            | зелёная ✓ | зелёная ✓ | зелёная ✓ | взрослый Алексей на смертном одре / некто в шубе |                                                            | Соавтор сценария (с А. Мишариным) |
| 1979 | Сталкер                                                          | Сталкер                      | зелёная ✓ | зелёная ✓ |           |                                                  | художник-постановщик                                       | Соавтор сценария (с братьями Стругацкими, в титрах не указан) |
| 1979 | Берегись! Змеи!                                                  | Берегись! Змеи!              |           | зелёная ✓ |           |                                                  |                                                            | Роль Тарковского сводилась к обсуждению сценария, реальным автором которого был Аркадий Стругацкий, написавший его «для денег». Имя Тарковского появилось в титрах «для быстрой проходимости», а гонорар Стругацкий и Тарковский поделили между собой. |
| 1982 | Время путешествия (документальный)                               | Tempo di viaggio             | зелёная ✓ | зелёная ✓ | зелёная ✓ | камео                                            |                                                            | Сорежиссёр и соавтор сценария (с Т. Гуэррой) |
| 1983 | Ностальгия                                                       | Nostalghia                   | зелёная ✓ | зелёная ✓ |           |                                                  |                                                            | Соавтор сценария (с Т. Гуэррой) |
| 1983 | Путь к Брессону (документальный)                                 | De Weg naar Bresson          |           |           | зелёная ✓ | камео                                            |                                                            | |
| 1986 | Жертвоприношение                                                 | Offret                       | зелёная ✓ | зелёная ✓ |           |                                                  | монтажёр                                                   | Последняя режиссёрская работа |

### Радиопостановки
- «Полный поворот кругом» по одноимённому рассказу Уильяма Фолкнера. 1965. В ролях: Богарт — А. Лазарев, Клод Хоуп — Н. Михалков и др.

### Театральные постановки
- «Гамлет» Шекспира — Московский театр Ленинского комсомола, 1977. Художник — Т. Мирзашвили; музыка — Э. Артемьев. В ролях: Гамлет — А. Солоницын; Гертруда — М. Терехова; Клавдий — В. Ширяев; Офелия — И. Чурикова; Полоний — В. Ларионов; Лаэрт — Н. Караченцов, Могильщик — В. Проскурин и др.
- «Борис Годунов», опера Мусоргского — Королевский театр Ковент-Гарден (Лондон), 1983. Дирижёр — Клаудио Аббадо; сценическое оформление — Николай Двигубский; световое оформление — Роберт Брайн. В ролях: Борис Годунов — Роберт Ллойд; Марина Мнишек — Эва Рандова; Гришка Отрепьев — Майкл Светлев; Шуйский — Филип Лэндгридж; Юродивый — Патрик Пауэр; Пимен — Гуини Ховел. В 1990 году постановка Тарковского была перенесена на сцену Мариинского театра (дирижёр — Валерий Гергиев) и позже выпущена на DVD.

### Непоставленные киносценарии
- А. Тарковский, А. Безухов, О. Осетинский. Антарктида, далёкая страна. — М., 1959 // Московский Комсомолец. — 1960. — 31 января и 2 февраля.
- А. Тарковский, Ф. Горенштейн. Светлый ветер (по мотивам романа Александра Беляева «Ариэль»). — М., 1972. // Киносценарии. — 1995. — № 5. — С. 44—74.
- А. Тарковский. Гофманиана. // Искусство кино. — 1976. — № 8. — С. 167—189.
- А. Тарковский, А. Мишарин. Сардар. — М., 1978. // Киносценарии. — 2001. — № 6. — С. 68—92.

### Книги
- Andrej Tarkowskij: Die versiegelte Zeit. Gedanken zur Kunst, zur Ästhetik und Poetik des Films. Ullstein Verlag, Frankfurt am Main, Berlin 1984.
- Andrey Tarkovsky, Sculpting in time. University of Texas Press, 1987.
- Суркова О. Е. Книга сопоставлений. Тарковский — 79. — Москва: Всесоюзное творческо-производственное объединение «Киноцентр», 1991.
- Тарковский А. Уроки режиссуры / Лопушанский К., Чугунова М., Тенейшвили О. — М. : Всероссийский институт переподготовки и повышения квалификации работников кинематографии (ВИППК), 1993. — 90 с. — 3100 экз.
- Тарковский А. А. Мартиролог: Дневники. — Москва, Международный институт имени Андрея Тарковского, 2008. — 624 с. ISBN 978-88-903301-0-0.

## Звания и награды
Государственные
- Народный артист РСФСР (25 января 1980 года) — за заслуги в развитии советского киноискусства[88].
- Заслуженный деятель искусств РСФСР (28 марта 1974 года) — за заслуги в области советского киноискусства[89].
- Ленинская премия (20 апреля 1990, посмертно) — за выдающийся вклад в развитие киноискусства, новаторские произведения, способствующие утверждению общечеловеческих ценностей и идей гуманизма.

Другие
- Международные кинофестивали
  - Первая премия на фестивале студенческих фильмов в Нью-Йорке в 1961 году за фильм «Каток и скрипка»
  - Главный приз «Золотой лев» св. Марка на XXIII Международном кинофестивале в Венеции в 1962 году за фильм «Иваново детство»
  - Главная премия «Золотые ворота» на VI Международном кинофестивале в Сан-Франциско в 1962 году за фильм «Иваново детство»
  - Главная премия «Золотая голова Паленке» на V Международном кинофестивале в Акапулько в 1963 году за фильм «Иваново детство»
  - Приз ФИПРЕССИ на XXII Международном кинофестивале в Канне в 1969 году за фильм «Андрей Рублёв»
  - Специальный приз жюри «Серебряная пальмовая ветвь», приз ФИПРЕССИ и приз экуменического жюри на XXV Международном кинофестивале в Канне в 1972 году за фильм «Солярис»
  - Приз «Давид ди Донателло» за лучший иностранный фильм в Италии в 1980 году за фильм «Зеркало»
  - Приз экуменического жюри на Международном кинофестивале в Канне в 1980 году за фильм «Сталкер»
  - Приз критики на Международном кинофестивале в Триесте в 1981 году за фильм «Сталкер»
  - Приз ФИПРЕССИ на Международном кинофестивале научно-фантастических фильмов в Мадриде в 1981 году за фильм «Сталкер»
  - Приз за режиссуру, приз ФИПРЕССИ и приз экуменического жюри на XXXVI Международном кинофестивале в Канне в 1983 году за фильм «Ностальгия»
  - Большой приз жюри, приз за лучшее художественное достижение оператору Свену Нюквисту, приз ФИПРЕССИ и приз экуменического жюри на XXXIX Международном кинофестивале в Канне в 1986 году за фильм «Жертвоприношение».
  - Премия BAFTA в категории «Лучший фильм на иностранном языке» в 1988 году за фильм «Жертвоприношение»